# 인도의 대외 관계
인도는 팔레스타인, 바티칸 시국, 니우에를 포함한 201개 주와 완전한 외교 관계를 맺고 있다. 인도 외무부(MEA)는 인도의 대외 관계를 담당하는 정부 기관이다. 인도는 세계에서 세 번째로 큰 군사비, 두 번째로 큰 군대, GDP 명목 비율 기준으로 다섯 번째로 큰 경제, 구매력 평가 기준으로 세 번째로 큰 경제를 보유한 주요 지역 강국이자 잠재적인 초강대국이다.
MEA에 따르면 인도 외교의 주요 목적은 인도의 국익 보호, 다른 국가와의 우호적 관계 증진, "해외에 있는 외국인 및 인도 국민"에게 영사 서비스 제공 등이다. 최근 수십 년 동안 인도는 SAARC가 구현한 지역 우선 정책과 동아시아 및 동남아시아 국가들과 보다 광범위한 경제적, 전략적 관계를 구축하기 위한 신동방정책 등 광범위한 외교 정책을 추진해 왔다. 또한 "핵무기 선제 사용 금지" 핵 정책과 러시아-우크라이나 전쟁에 대한 중립적 입장을 포함하는 전략적 모호성 정책도 유지해 왔다.
인도는 유엔, 아시아 개발 은행, 브릭스, 신흥 및 선진국의 주요 경제 중심지로 널리 알려진 G20 등 여러 정부 간 기구의 회원국이다.

## 정책
인도의 외교 정책은 항상 이웃의 개념을 역사적, 문화적 공통점의 중심축을 중심으로 확산되는 동심원 중 하나로 간주해 왔다.
인도 출신의 4,400만 명이 해외에 거주하고 일하며 모국과 중요한 연결고리를 형성하고 있다. 인도 외교 정책의 중요한 역할은 그들이 거주하는 국가의 법률의 틀 내에서 그들의 복지와 복지를 보장하는 것이었다.

## 각국별 대외 관계

### 아시아

#### 네팔
인도와 네팔 간의 관계는 국경 분쟁, 지리, 경제, 강대국-소국 관계에 내재된 문제, 양국 국경을 겹치는 공통 민족 및 언어적 정체성 등으로 인해 밀접하면서도 어려움이 많다. 1950년 뉴델리와 카트만두는 평화 및 우호 조약과 함께 양국 간의 안보 관계를 정의하는 비밀 서한, 그리고 인도 땅을 통과하는 양국 간 무역과 무역을 모두 규율하는 협정과 얽히고설킨 관계를 시작했다. 1950년 조약과 서한에는 "어느 정부도 외국 침략자에 의한 상대방의 안보에 대한 어떠한 위협도 용납해서는 안 된다"고 명시되어 있으며, 양측은 "양국 정부 간 우호 관계에 심각한 마찰이나 오해가 발생할 가능성이 있는 이웃 국가와 서로에게 알릴 의무가 있다"고 명시되어 있으며, 또한 인도와 네팔 시민들에게 서로의 영토에서 일과 비즈니스 관련 활동과 같은 경제 활동에 참여할 권리를 부여했다. 이 협정은 인도와 네팔 간의 "특별한 관계"를 공고히 하여 인도 내 네팔인들에게도 인도 시민들과 동일한 경제적 및 교육적 기회를 부여했다.
인도와 네팔의 관계는 1989년 인도가 네팔에 13개월간의 경제 봉쇄를 시행하면서 최저치를 기록했다. 나렌드라 모디 인도 총리는 2014년 인도 총리로서는 거의 17년 만에 처음으로 네팔을 방문했다.
2015년에는 인도-네팔 국경 봉쇄가 관계에 영향을 미쳤다. 이번 봉쇄는 최근 공포된 네팔의 새 헌법에 분노한 소수 민족 공동체가 주도하고 있다. 그러나 네팔 정부는 인도가 의도적으로 금수 조치를 악화시켰다고 비난하지만 인도는 이를 부인하고 있다.

#### 대한민국
1973년 양국이 공식적으로 수교한 이후 여러 차례 무역 협정이 체결되었다. 양국 간 무역은 1992~1993년 회계연도에 5억 3천만 달러, 2006~2007년 회계연도에 100억 달러로 기하급수적으로 증가했다. 1997년 아시아 금융 위기 당시 대한민국 기업들은 글로벌 시장에 대한 접근성을 높이기 위해 인도와의 무역 투자를 시작했다. 대한민국에서 인도를 방문한 마지막 두 차례의 대통령 방문은 1996년과 2006년이었으며, 양국 대사관은 개선이 필요한 것으로 보인다.

#### 방글라데시
인도는 1971년 12월 6일, 방글라데시를 독립 국가로 인정한 두 번째 국가였다. 인도는 1971년 방글라데시를 서파키스탄으로부터 해방시키기 위해 방글라데시와 함께 싸웠다.
1976년 이후 방글라데시와 인도의 관계는 국경 살상, 관개 및 육상 국경 분쟁 측면에서 어려움을 겪어왔다. 그러나 인도는 1972년과 1996년 아와미 연맹이 결성한 정부 시절 방글라데시와 우호적인 관계를 유지해 왔다. 최근 육상 및 해상 분쟁에 대한 해결책은 관계에 있는 자극제를 제거했다.
처음에 인도와 방글라데시의 관계는 1971년 독립에 대한 인도의 무제한적인 지지와 파키스탄에 대한 반대 때문에 더 강할 수 없었다. 독립 전쟁 동안 많은 난민들이 인도로 피신했다. 1971년 11월, 저항 투쟁이 성숙해지자 인도도 군사적으로 개입했으며, 인디라 간디의 워싱턴 D.C. 방문을 통해 이 문제에 대한 국제적인 관심을 끄는 데 도움이 되었을 수 있다. 이후 인도는 구호 및 재건 지원을 제공했습니다. 인도는 1971년 전쟁이 끝나기 전 방글라데시에 인정을 확대했고(부탄에 이어 두 번째로 인정받은 국가), 이후 다른 국가들에게도 이를 따르도록 로비를 벌였다. 또한 1972년 셰이크 무지부르 라흐만이 인디라 간디의 다카 방문 중 이를 요청하자 인도는 방글라데시 땅에서 군대를 철수했다.

#### 파키스탄
양국은 1947년 8월 15일에 외교 관계를 수립했다.
인도와 파키스탄 간의 역사적, 문화적, 민족적 관계에도 불구하고 1947년 인도가 분단된 이후 수년간의 불신과 의심으로 인해 인도와 파키스탄 간의 관계는 "잔혹"을 겪어왔다. 인도와 서부 이웃 국가 간의 주요 분쟁 원인은 카슈미르 분쟁이었다.

### 유럽

#### 영국
인도는 런던에 대사관을, 버밍엄과 에든버러에 두 명의 총영사관을 두고 있다. 영국은 뉴델리에 대사관을, 뭄바이, 첸나이, 벵갈루루, 하이데라바드, 콜카타에 다섯 개의 고등판무관 사무소를 두고 있다. 1947년부터 인도와 영국의 관계는 영연방 체제를 통해 양자 관계를 유지해 왔다. 스털링 지역은 더 이상 존재하지 않고 영연방은 비공식 포럼에 가깝지만, 인도와 영국은 여전히 많은 지속적인 관계를 맺고 있다. 이는 부분적으로 영국에 거주하는 인도 출신 인구가 많기 때문이다. 영국의 남아시아 인구가 많기 때문에 두 나라 간에 꾸준한 여행과 소통이 이루어지고 있다.